# Enlil-bāni (Isin)
Enlil-bāni war von 1860 bis 1837 v. Chr. der 10. König der 1. Dynastie von Isin und regierte nach der Ur-Isin-Königsliste (Ur-Isin Königsliste Zeile 15) 24 Jahre. Er ist am besten bekannt für die legendäre und wahrscheinlich unerklärliche Weise seines Aufstiegs.

## Biographie
Laut zwei verschiedenen Exemplaren einer Chronik wird ein gewisser Ikūn-pî-Ištar (I-k[u-un]-pi-Iš8-tár) als Herrscher über 6 Monate oder ein Jahr zwischen den Regierungszeiten von Erra-imittī und Enlil-bāni verzeichnet. Eine andere Chronik (Die babylonische Chronik, Fragment 1 B ii 1-8.), die ein weiteres Licht auf seine Herkunft hätte werfen können, ist zu brüchig, um sie zu übersetzen. Eine längere Inschrift verkündet:
In Nippur setzte ich die Rechtsprechung durch und förderte die Gerechtigkeit. Ich suchte Nahrung für sie wie Schafe und fütterte sie mit frischem Gras. Ich nahm das schwere Joch von ihren Hälsen und stellte sie an einen sicheren Ort. Nachdem ich in Nippur Recht geschaffen und ihre Herzen befriedigt hatte, setzte ich in Isin Recht und Gerechtigkeit durch und erfüllte das Herz des Landes. Ich reduzierte die Steuer auf Gerste, die ein Fünftel betragen hatte, auf ein Zehntel. Die muškēnum[nb 3] dienten nur vier Tage im Monat. Das Vieh des Palastes hatte auf den Feldern von ... geweidet, die mit dem Ruf "O Šamaš" geschrien hatten - ich trieb das Palastvieh von ihren gepflügten Feldern weg und verbannte die Schreie dieser Leute nach "O Šamaš".
Die Hegemonie über Nippur war kurzlebig, und die Kontrolle über die Stadt wechselte mehrmals zwischen Isin und Larsa hin und her. Auch Uruk spaltete sich während seiner Herrschaft ab, und als seine Macht bröckelte, ließ er möglicherweise die Chronik der frühen Könige redigieren, um eine eher legendärere Geschichte seiner Thronbesteigung zu liefern als den eher banalen Akt der Usurpation, der es wohl gewesen sein mag. Es wird erzählt, dass Erra-Imittī seinen Gärtner, Enlil-bâni, auswählte, ihn inthronisierte und ihm die königliche Tiara auf den Kopf setzte. Erra-Imittī starb anschließend, während er heißen Haferbrei aß, und Enlil-bâni wurde König, weil er sich weigerte, den Thron zu verlassen.
Das Kolophon eines medizinischen Textes (Tafel K.4023 Absatz iv Zeile 21 bis 25.), "wenn das Gehirn eines Menschen Feuer enthält"[nb 4] aus der Bibliothek von Ashurbanipal lautet: "Bewährte und erprobte Salben und Umschläge, gebrauchsfertig, nach den alten Weisen aus der Zeit vor der Flut von Šuruppak, die Enlil-muballiṭ, der Weise (apkallu) von Nippur, im zweiten Jahr von Enlil-bāni (der Nachwelt) hinterlassen hat."
Enlil-bāni hielt es für notwendig, "die verfallene Mauer von Isin neu zu errichten"(Stele IM 77922, CBS 16200, und 8 andere), was er auf Gedenkstelen festhielt. Er nannte die Mauer Enlil-bāni-išdam-kīn(Zwei Stelen, IM 10789 und UCLM 94791 "Enlil-bāni ist fest in seinem Fundament"). In der Praxis waren die Mauern der Großstädte wahrscheinlich ständig in Reparatur. Er war ein ungeheurer Baumeister, verantwortlich für den Bau der é-ur-gi7-ra, "der Hundehütte"(Stele 74.4.9.249 und andere in einer privaten Sammlung in Wiesbaden), des Tempels der Ninisina, eines Palastes,(Tonabdruck, IM 25874) sowie des é-ní-dúb-bu, "Haus der Entspannung", für die Göttin Nintinugga, "Dame, die die Toten wiederbelebt"(Stele in Chicago A 7555), das é-dim-gal-an-na, "Haus - Großmast des Himmels" (IM 79940) für die Schutzgottheit von Šuruppak, die Göttin Sud, und schließlich das é-ki-ág-gá-ni für Ninibgal, die "Dame mit geduldiger Barmherzigkeit, die Ex-Voto liebt, die Gebete und Bitten erhört, seine leuchtende Mutter" (NBC 8955 und A 7461 Inschrift auf zwei Stelen). Zwei große Kupferstatuen wurden zur Widmung an Ningal nach Nippur gebracht, die Iddin-Dagān 117 Jahre zuvor angefertigt hatte, aber nicht liefern konnte, "deshalb ließ die Göttin Ninlil den Gott Enlil die Lebenszeit von Enlil-Bāni verlängern."(Tafel UM L-29-578)
Es gibt möglicherweise zwei Hymnen, die an diesen Monarchen gerichtet sind.